# معدات منزلية

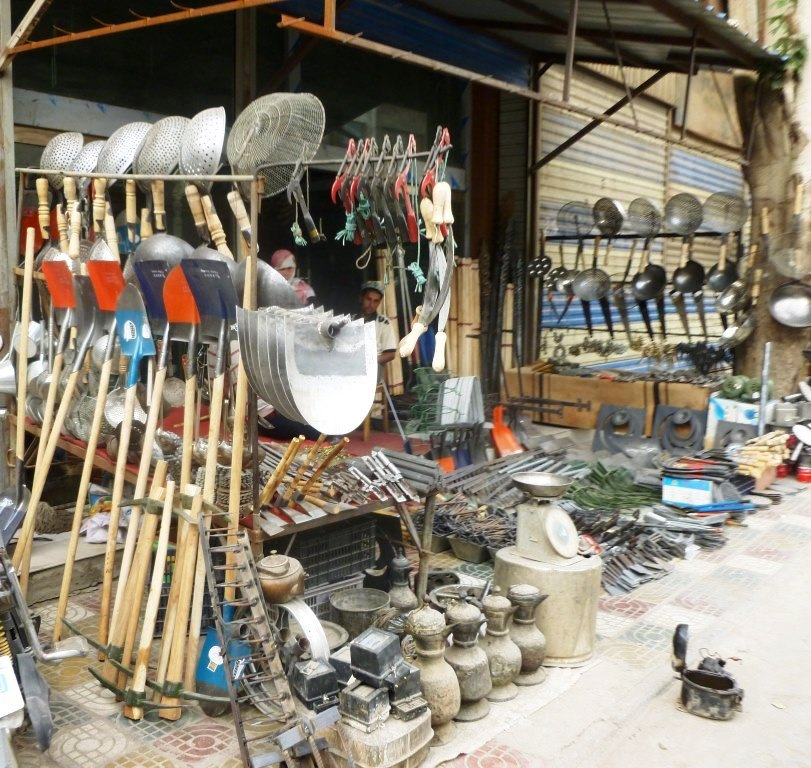
سوق شعبي لبيع المعدات المنزلية.

المعدات المنزلية (أو ببساطة، الأدوات) المعدات التي يمكن لمسها أو حملها باليد مثل صمولة، البراغي، الحلقة، المفاتيح، الأقفال، المفصلات، المزلاج (Latch)، المقابض، الأسلاك، السلاسل، الأسيرة، لوازم السباكة، الإمدادات الكهربائية، الأدوات، أدوات المطبخ (Kitchen utensil)، أدوات المائدة وقطع غيار الآلات. عادة ما يتم بيع المعدات المنزلية في متاجر المعدات (Hardware store).